# کارین تاکاهاشی
کارین تاکاهاشی (انگلیسی: Karin Takahashi؛ زادهٔ ۲۲ ژوئیهٔ ۲۰۰۰) بازیگر اهل ژاپن است. وی از سال ۲۰۱۱ میلادی تاکنون مشغول فعالیت بوده‌است.